# Pine River (Minnesota)
Pour les articles homonymes, voir Pine River.
Pine River est une ville américaine située dans le Comté de Cass, dans le Minnesota. Selon le recensement de 2010, sa population est de 944 habitants.